# José Checa Calvo
 José Checa Calvo  (nacido el 2 de abril de 1985) es un tenista profesional español.

## Carrera
Su mejor ranking individual es el Nº 230 alcanzado el 7 de abril de 2014, mientras que en dobles logró la posición 266 el 24 de agosto de 2009.
No ha logrado hasta el momento títulos de la categoría ATP ni de la ATP Challenger Tour, aunque sí ha obtenido varios títulos Futures tanto en individuales como en dobles.